# Atif Sidki
Atif Muhammad Nadżib Sidki, Atef Sedki, arab. ‏عاطف محمد نجيب صدقي‎ (ur. 29 sierpnia 1930 w Tancie, północny Egipt, zm. 25 lutego 2005 w Kairze) – egipski polityk i prawnik, specjalista w dziedzinie finansów, premier w latach 1986–1996.
Obronił doktorat z ekonomii na Uniwersytecie w Paryżu, ukończył także studia prawnicze. Pd 1973 wykładał na Uniwersytecie w Kairze. Przez siedem lat był attaché kultury przy ambasadzie egipskiej w Paryżu. Pracował w administracji państwowej i prowadził prywatną praktykę adwokacką. W grudniu 1981 został powołany na stanowisko przewodniczącego komisji ds. gospodarczych i finansowych przy parlamencie. Od października 1982 był wicepremierem.
9 listopada 1986 został mianowany przez prezydenta Husniego Mubaraka premierem; zastąpił na stanowisku Alego Lutfiego. Kierował rządem przez 9 lat, podejmując m.in. niepopularne reformy gospodarcze, wymagane przez Międzynarodowy Fundusz Walutowy. W listopadzie 1993 przeżył próbę zamachu na życie (dokonanego przez islamistów). Na początku stycznia 1996 złożył rezygnację z funkcji premiera i został zastąpiony przez Kamala al-Dżanzuriego.